# عزلة شعب يافع (إب)
عزلة شعب يافع هي إحدى عزل مديرية اب في محافظة إب اليمنية ويبلغ تعداد سكانها 18383 نسمة حسب التعداد السكاني في اليمن لعام 2004.

## روابط خارجية
- الجهاز المركزي للإحصاء بالجمهورية اليمنية
- المركز الوطني للمعلومات باليمن نسخة محفوظة 10 أبريل 2015 على موقع واي باك مشين.
- الدليل الشامل